# Obština Svištov
Obština Svištov (bulharsky Община Свищов) je bulharská jednotka územní samosprávy ve Velikotărnovské oblasti. Leží ve středním Bulharsku v Dolnodunajské nížině u Dunaje a hranic s Rumunskem. Sídlem obštiny je město Svištov, kromě něj zahrnuje obština 15 vesnic. Žije zde přibližně 44 tisíc obyvatel.

## Sídla
- Alekovo[p 1]
- Alexandrovo
- Bălgarsko Slivovo[p 1]
- Carevec[p 1]
- Červena
- Deljanovci
- Dragomirovo[p 1]
- Gorna Studena[p 1]
- Chadžidimitrovo[p 1]
- Kozlovec[p 1]
- Morava[p 1]
- Oreš[p 1]
- Ovča Mogila[p 1]
- Sovata
- Svištov[p 1][p 2] (sídlo správy)
- Vardim[p 1]

## Sousední obštiny
| Růžice kompasu |        |                 |                | Růžice kompasu |
| Růžice kompasu | Belene | Sever           | Cenovo         | Růžice kompasu |
| Růžice kompasu | Belene | Obština Svištov | Cenovo         | Růžice kompasu |
| Růžice kompasu | Belene | Jih             | Cenovo         | Růžice kompasu |
| Růžice kompasu | Levski | Pavlikeni       | Polski Trămbeš | Růžice kompasu |

## Obyvatelstvo
V obštině žije 33 110 obyvatel a je zde trvale hlášeno 33 460 obyvatel. Podle sčítání 7. září 2021 bylo národnostní složení následující:
- Bulhaři: 24 428 (92.8 %)
- Turci: 1 581 (6.0 %)
- Romové: 167 (0.6 %)
- ostatní: 138 (0.5 %)

V období 2011 až 2021 v obštině ubylo 9 903 obyvatel.